# Peter Herold

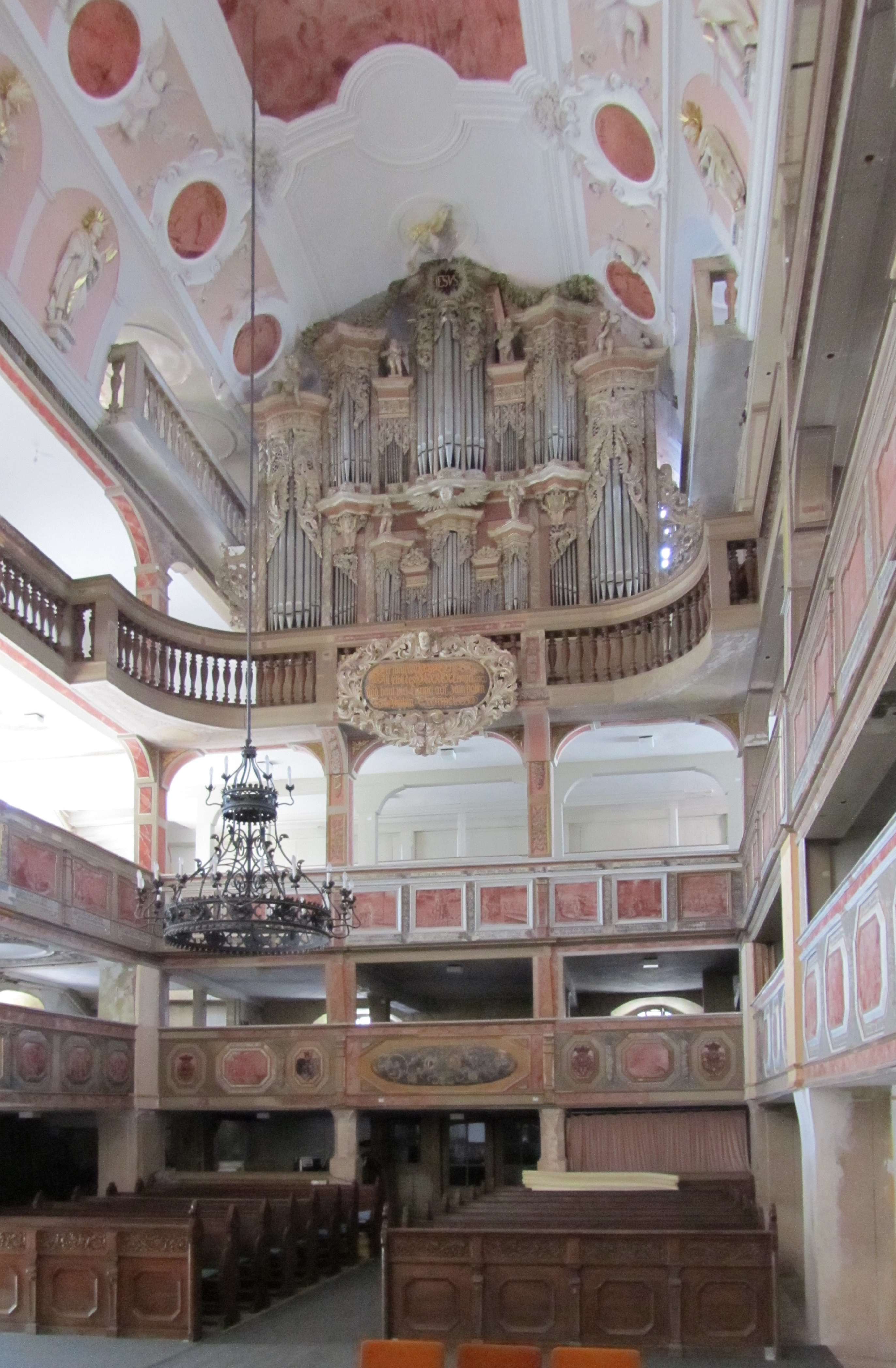
Herold-Orgel in Buttstädt

Peter Herold (gestorben 16. Mai 1700 in Apolda) war ein deutscher Orgelbauer in Apolda, Thüringen.

## Leben
Peter Herold war nachweislich ab 1690 in Apolda ansässig. Es wird angenommen, dass er ein Sohn des Wernigeroder Orgelbauers Samuel Herold war. Johann Georg Fincke war ein Geselle von Peter Herold und wirkte an mehreren seiner Orgel mit.

## Werke (Auswahl)
Ein großes „P“ steht für ein selbstständiges Pedal, ein kleines „p“ für ein angehängtes Pedal. Eine Kursivierung zeigt an, dass die betreffende Orgel nicht mehr erhalten ist oder lediglich noch der Prospekt aus der Werkstatt stammt.
| Jahr    | Ort                | Gebäude                   | Bild | Manuale | Register | Bemerkungen                                                          |
| ------- | ------------------ | ------------------------- | ---- | ------- | -------- | -------------------------------------------------------------------- |
| um 1690 | Vieselbach         | Heiligkreuz               |      |         |          | Neubau                                                               |
| 1691    | Ollendorf          | St. Philippus und Jakobus |      | I       |          | Neubau Positiv                                                       |
| 1693    | Querfurt           |                           |      | II/P    | 21       | Neubau                                                               |
| 1694    | Großrudestedt      | St. Albanus               |      |         |          | Neubau                                                               |
| 1696    | Nemsdorf           | St. Georg                 |      | I/P     | 8        | Neubau, 1723 nach St. Jakobus, Ritteburg umgesetzt                   |
| 1698    | Unterteutschenthal | St. Viti                  |      | I/P     | 6        | Neubau                                                               |
| 1698    | Apolda             | St. Martin                |      | II/P    | 25       | Neubau, Fertigstellung durch Johann Georg Fincke                     |
| 1700    | Mönchenholzhausen  | St. Peter und Paul        |      |         |          | Neubau, 1844 Teile beim Neubau durch August Witzmann weiterverwendet |
| 1701    | Buttstädt          | St. Michaelis             |      | II/P    | 24       | Neubau, Fertigstellung durch Johann Georg Fincke                     |